# Выборы главы Консервативной партии Великобритании (октябрь 2022)
Выборы главы Консервативной партии Великобритании — внеочередные выборы в Великобритании, которые состоялись 24 октября 2022 года и, помимо партийного лидера, определили следующего премьер-министра страны. 20 октября 2022 года действующая глава правительства Лиз Трасс объявила об уходе в отставку. Премьерство Трасс омрачилось ухудшением экономического положения страны, в результате публикации проекта мини-бюджета, и октябрьским правительственным кризисом 2022 года. Трасс стала премьер-министром с самым коротким сроком пребывания в должности за всю историю королевства. Кроме того, она имела один из самых низких рейтингов одобрения среди британцев.
На данных выборах состоялся крайне редкий случай, когда остался лишь один кандидат. Победителем гонки стал Риши Сунак. Некоторое время в качестве потенциальных кандидатов рассматривались бывший премьер-министр Борис Джонсон и Пенни Мордонт, однако 23 октября, стало известно, что Джонсон не будет баллотироваться. Через день, 24 октября, в виду очевидности победы Сунака, от борьбы отказалась и Мордонт.

## Предыстория

### Премьерство Джонсона
После того, как в июле 2019 года Тереза Мэй покинула пост премьер-министра, главой правительства Великобритании стал Борис Джонсон. При недостаточной парламентской поддержке проекта по «брекситу», предложенного премьер-министром, Джонсон назначил всеобщие выборы, по результатам которых Консервативная партия одержала уверенную победу.
Менее чем через два месяца после выборов 2019 года на территории страны стали регистрироваться первые случаи COVID-19, а впоследствии был объявлен локдаун. В декабре 2021 года СМИ сообщили, что во время ограничений, проводились неформальные собрания членов Консервативной партии и правительства. Премьер-министр, его жена и канцлер казначейства Риши Сунак получили от полиции уведомления о фиксированных штрафных санкциях. Несколько депутатов-консерваторов призвали Джонсона уйти в отставку, а один из них и вовсе сменил партийную принадлежность.
В конце июня 2022 года член парламента от консерваторов Крис Пинчер подал в отставку с поста заместителя главы правительственного отдела после того, как против него были выдвинуты обвинения в сексуальных домогательствах. Первоначально глава правительства отказывался отстранять однопартийца. Пресс-секретарь премьер-министра заявлял, что Джонсону не было известно о предрасположенностях Пинчера. 4 июля премьер-министр всё же признал, что знал о наклонностях главы правительственного отдела в момент его назначения. В связи со скандалом, 5 июля в отставку подали несколько министров, в их числе министр финансов Сунак и министр здравоохранения Джавид. Некоторые политики, обсуждавшиеся в качестве потенциальных кандидатов на место Джонсона, включая Трасс, выразили поддержку главе правительства. 7 июля Борис Джонсон объявил об уходе с поста главы «тори», а, следовательно, и главы правительства.

### Июльско-сентябрьские выборы
Одиннадцать членов Консервативной партии выдвинули свои кандидатуры, восемь из которых получили достаточную поддержку от депутатов-консерваторов: Кэми Баденок, Суэлла Браверман, Надхим Захави, Пенни Мордонт, Риши Сунак, Лиз Трасс, Том Тугендхат и Джереми Хант. По прошествии пяти туров голосования в финальный раунд вышли Сунак и Трасс. 5 сентября стало известно о победе Лиз Трасс, набравшей 57,4 % голосов. 6 сентября она присутствовала на аудиенции у Елизаветы II, утвердившей её на посту премьер-министра Соединённого Королевства. Позднее в тот же день новоизбранная глава правительства объявила состав своего кабинета.

### Кризис и отставка Трасс
Трасс назначила Кваси Квартенга канцлером казначейства. В сентябре 2022 года он обнародовал мини-бюджет, который предусматривал сокращение налоговых поступлений и увеличение расходов. После этого последовало резкое падение стоимости фунта, что привело к критике экономической политики кабинета премьер-министра. Трасс и Квартенг отстаивали предложенный план бюджета больше недели. В результате стало известно об отказе от наиболее спорных мер: снижения 45-процентной ставки подоходного налога для плательщиков с высоким уровнем дохода и отмены запланированного повышения корпоративного налога. 14 октября Джереми Хант сменил Квартенга на посту канцлера казначейства. 20 октября, после разногласий, возникших в ходе рассмотрения ходатайства лейбористов о запрете фрекинга, Трасс объявила о своей отставке.

## Процедура выборов
В своём заявлении об отставке Лиз Трасс сообщила, что выборы состоятся в течение недели. Грэм Брэди предложил ускоренный процесс. Кандидаты должны были заручиться поддержкой не менее чем от 100 депутатов-консерваторов до двух часов дня 24 октября. Учитывая, что на момент выборов парламент составляли 357 депутатов-консерваторов, это означало, что могло быть не более трёх кандидатов.
В случае если бы три кандидата заручились необходимой поддержкой, первый тур голосования состоялся бы в день публикации данной информации. Затем было бы проведено индикативное голосование депутатов-консерваторов, которые отдали бы свой голос одному из двух оставшихся кандидатов. Впоследствии члены Консервативной партии должны были бы провести финальное онлайн-голосование с 25 по 28 октября. В случае если же два кандидата достигли бы порога выдвижения, было бы проведено индикативное голосование депутатов-консерваторов, а затем онлайн-голосование членов «тори» по аналогичному графику.
К 24 октября лишь Риши Сунаку удалось заручиться необходимой поддержкой среди депутатов-консерваторов, в результате чего он автоматически стал лидером партии.
Октябрьские выборы характеризовались непродолжительностью и более высокой планкой для выдвижения кандидатур по сравнению с предыдущими выборами. Эти изменения, а также внедрение индикативного голосования были внедрены, чтобы сузить количество кандидатов и снизить вероятность того, что потребуется голосование всех членов партии.

## Кампания
В число наиболее вероятных кандидатов входили: Риши Сунак — бывший канцлер казначейства, занявший второе место на предыдущих выборах, Пенни Мордонт — лидер палаты общин и Борис Джонсон — 77-й премьер-министр Великобритании.
В то время как многие однопартийцы поддержали Джонсона, другие заявили, что в случае его избрания, не намерены работать под его началом.
21 октября Мордонт стала первым кандидатом, официально объявившим об участии в выборах.
Утром 22 октября сторонники Сунака заявили, что он преодолел порог выдвижения в 100 депутатов ещё до официального начала своей предвыборной кампании. В тот же день Джонсон вылетел из Доминиканской Республики обратно в Великобританию. Во второй половине дня члены кампании Джонсона заявили, что ему удалось заручиться поддержкой более чем 100 депутатов-консерваторов. Сообщения о том, что Джонсон достиг порога выдвижения, сторонники Сунака и некоторые журналисты встретили с некоторым скептицизмом; они бросили вызов Джонсону, потребовав, чтобы тот обнародовал имена своих сторонников-однопартийцев. 22 октября состоялась встреча Сунака и Джонсона. 
23 октября Сунак официально выдвинул свою кандидатуру. Во второй половине того же дня состоялись переговоры Бориса Джонсона и Пенни Мордонт. По предположению СМИ, Мордонт отклонила просьбу Джонсона отказаться от участия в выборах и поддержать его. Позднее в тот же день Джонсон объявил, что не будет баллотироваться.
Во второй половине дня 24 октября Мордонт выбыла из гонки после того, как не смогла заручиться поддержкой 100 депутатов-консерваторов к установленному сроку. В результате Риши Сунак стал новым лидером Консервативной партии и следующим премьер-министром страны.